# ミクロポリフォニー
ミクロポリフォニー（英: micropolyphony、独: Mikropolyphonie）は、作曲技法の一手法。

## 由来
日本語に訳すと「微小細密複音楽」。非常に形容しがたい複雑な音響効果が得られることから、神秘的な音楽表現に応用されることが多い。この用語はリゲティのデビュー作の管弦楽曲『アトモスフェール』が、ドナウエッシンゲン現代音楽祭において初演された際の、作曲者による解説に使われた当時の造語である。

## 内容
スコアに数十段を要し、その一部に各声部が対位法的なカノンなどで音響操作を行うのであるが、各声部の全体に対する影響が極めて小さいために、全体的の動きのある音響の固まりとして聞こえる一種の音響作曲法である。ショスタコーヴィチの交響曲第2番の練習番号30以下の「ウルトラ対位法」が先駆として上げられるが、この場合各声部が全く違う旋律を繰り広げるのに対して、『アトモスフェール』の場合は同じ要素による音響設計という点で違いがある。この傾向は作曲者の前作『アパリシオン』にもあったが、それが拡大発展され、『アトモスフェール』の場合は48声部にも及ぶ。
コンピュータ・シミュレーションで知られるデイヴィッド・コープは「異なったラインとリズムと音色が同時に現れる」と説明している。
ミクロポリフォニーは、必ずしもカノンである必要はなく、似たような動的旋律がいつまでも同じ音域で複数絡んでいてもミクロポリフォニーと知覚される。調性的である場合は、ヘテロフォニーかポリフォニーの様相に近くなるため、ミクロポリフォニーとは呼べない。
リゲティは一つ一つの声部をあくまでもメロディーとして扱ったため、オーケストラにも好意を持って受け入れられた。リゲティはその後自己様式を伝統的な作曲技法に傾斜させたため、『ロンターノ』ではミクロポリフォニーならではの効果からは後退した。この技法は1960年代から1970年代の音楽を覆い尽くしたため、五線譜業者は60-70段またはそれ以上の段数の五線譜の製造に追われたという逸話が残っている。アルド・クレメンティの「変奏A」では100段以上の作品になっているが、これも一種のミクロポリフォニーである。
ミクロポリフォニーを用いた多くの段数を伴う管弦楽曲の作曲は、手間隙がかかりすぎる上、指揮台に載らないために指揮用のパート譜がいるなどの諸問題が、世界中で議論された。新ロマン主義が台頭する頃には、多くの段数を用いる作曲が前衛の象徴のように捉えられて、用いる作曲家は激減した。

## 日本における研究
東京藝術大学の小坂咲子は試行的ながら解説を著している。宮澤一人もリゲティに関する研究論文を著した。矢代秋雄は「こういう無駄に段数の多い楽譜」とミクロポリフォニーの安易な使用には否定的だった。

## その他
南西ドイツ放送局ではリゲティ作品をラジオ放送することも多く、日本では武生国際音楽祭での紹介が近年見られた。